# 宮崎県道15号日知屋財光寺線
宮崎県道15号日知屋財光寺線（みやざきけんどう15ごう ひちやざいこうじせん）は、宮崎県日向市を通る県道（主要地方道）である。

## 概要
日向市大字日知屋から日向市大字財光寺に至る。塩見川に架かる「小倉ヶ浜大橋」は、小倉ヶ浜道路として供用されている。

### 路線データ
- 起点：日向市大字日知屋（仙ヶ崎交差点、国道10号交点）
- 終点：日向市大字財光寺（小倉ヶ浜交差点、国道10号交点、国道327号日向バイパス起点）

## 歴史
- 1972年（昭和47年） - 一部区間が、宮崎県道227号細島停車場仙ケ崎線として路線認定される。
- 1984年（昭和59年）3月30日 - 小倉ヶ浜有料道路が開通[1]。
- 1993年（平成5年）5月11日 - 建設省から、県道細島停車場仙ヶ崎線の一部・県道古田尻無川線が日知屋財光寺線として主要地方道に指定される[2]。
- 1994年（平成6年）4月1日 - 宮崎県告示第413号[3]により路線認定される。
- 2013年（平成25年）5月10日 - 午前0時より小倉ヶ浜有料道路の区間が無料開放される[4]。
- 2014年（平成26年）3月14日 - 当路線と宮崎県道226号土々呂日向線とを結ぶ、国道327号日向バイパスが開通[5]。

## 路線状況

### 道路施設

#### 橋梁
- 新開橋（亀崎川、日向市）
- 小倉ヶ浜大橋（塩見川、日向市）

## 地理

### 通過する自治体
- 日向市

### 交差する道路
| 交差する道路                      | 交差する場所 | 交差する場所          |
| --------------------------------- | ------------ | --------------------- |
| 国道10号                          | 大字日知屋   | 仙ヶ崎交差点 / 起点   |
| 宮崎県道230号細島港日向市停車場線 | 亀崎東1丁目  | 新開橋交差点          |
| 宮崎県道23号細島港線              | 曽根町4丁目  | 曽根4丁目交差点       |
| 国道10号 国道327号 / 日向バイパス | 大字財光寺   | 小倉ヶ浜交差点 / 終点 |

### 沿線
- E10 東九州自動車道 25 日向IC
- イオンタウン日向
- 日向市お倉ヶ浜総合公園野球場